# Perizoma constricta
Perizoma constricta är en fjärilsart som beskrevs av W. Warren 1901. Perizoma constricta ingår i släktet Perizoma och familjen mätare. Inga underarter finns listade i Catalogue of Life.